# Dina Pedro
Dina DinaMite Pedro (nascida a 9 de dezembro de 1976) é uma atleta profissional portuguesa de muay thai e kickboxing. Foi campeã mundial de kickboxing em 1999 e 2001, bicampeã mundial de thai boxing de 2004 a 2005 e campeã mundial de muay thai em 2007.
A título profissional teve 33 combates, 2 derrotas e 31 vitórias, sendo duas delas por nocaute.

## Títulos
- 2007 - Campeã do Mundo Muay Thai

- 2005 - Campeã do Mundo Thai Kickboxing

- 2004 - Campeã do Mundo Thai Kickboxing

- 2003 - Campeã Intercontinental Kickboxing

- 2001 - Campeã do Mundo Kickboxing
- 1999 - Campeã do Mundo Kickboxing

- 1997 - Campeã da Europa Kickboxing

- 1996 - Campeã da Europa Kickboxing